# Джеймс Кели
 Тази статия е за американския космонавт.  За австралийския пътешественик вижте Джеймс Кели (пътешественик).  
Джеймс МакНил Кели (на английски: James McNeal Kelly) е американски тест пилот и астронавт от НАСА, участник в два космически полета.

## Образование
Джеймс Кели завършва колежа Burlington Community High School в родния си град през 1982 г. През 1986 г. получава бакалавърска степен по аерокосмическо инженерство от Академията на USAF, Колорадо Спрингс, Колорадо. През 1996 г. става магистър по същата специалност от университета на Алабама.

## Военна кариера
Джеймс Кели започва активната си военна служба през май 1986 г. Става боен пилот през октомври 1987 г. и е зачислен в бойна ескадрила 67 на 18 - то авиокрило, базирано на остров Окинава, Япония. Лети на тежък изтребите F-15 Игъл. През 1992 г. става инструктор на F-15 и командир на ескадрила. През юни 1994 г. завършва школа за тест пилоти в авиобазата Едуардс, Калифорния. След това е разпределен като експериментален тест пилот в авиобазата Нелис, Лас Вегас, Невада. В кариерата си има повече от 2500 полетни часа на 35 различни типа самолети.

## Служба в НАСА
На 1 май 1996 г., Джеймс Кели е избран за астронавт от НАСА, Астронавтска група №16. Той преминава пълен двегодишен курс на обучение и получава квалификация пилот. Взема участие в два космически полета.

### Космически полети
| Космически полети на Джеймс МакНил Кели                          | Космически полети на Джеймс МакНил Кели | Космически полети на Джеймс МакНил Кели | Космически полети на Джеймс МакНил Кели | Космически полети на Джеймс МакНил Кели | Космически полети на Джеймс МакНил Кели | Космически полети на Джеймс МакНил Кели |
| №                                                                | Дата                                    | КК                                      | Емблема на мисията                      | Функции                                 | Продължителност                         |                                         |
| ---------------------------------------------------------------- | --------------------------------------- | --------------------------------------- | --------------------------------------- | --------------------------------------- | --------------------------------------- | --------------------------------------- |
| 1                                                                | 8 март 2001                             | „Дискавъри“, мисия STS-102              |                                         | Пилот                                   | 12 денонощия 19 часа 51 минути 57 сек.  |                                         |
| 2                                                                | 26 юли 2005                             | „Дискавъри“, мисия STS-114              |                                         | Пилот                                   | 13 денонощия 21 часа 32 минути 48 сек.  |                                         |
| Сумарно време в космоса – 26 денонощия 17 часа 24 минути 45 сек. |                                         |                                         |                                         |                                         |                                         |                                         |

## Награди
- Медал за похвална служба;
- Медал за похвала на USAF (2);
- Почетен знак към медала за похвала на USAF (2);
- Медал за бойна готовност (2).